# Diocesi di Ambatondrazaka
La diocesi di Ambatondrazaka (in latino Dioecesis Ambatondrazakaënsis) è una sede della Chiesa cattolica in Madagascar suffraganea dell'arcidiocesi di Toamasina. Nel 2022 contava 165.725 battezzati su 1.039.274 abitanti. È retta dal vescovo Orthasie Marcellin Herivonjilalaina.

## Territorio
La diocesi si trova nella parte nord-orientale del Madagascar.
Sede vescovile è la città di Ambatondrazaka, dove si trova la cattedrale della Santissima Trinità.
Il territorio si estende su 25.054 km² ed è suddiviso in 6 parrocchie.

## Storia
La diocesi è stata eretta il 21 maggio 1959 con la bolla Sublimis atque fecunda di papa Giovanni XXIII, ricavandone il territorio dalle arcidiocesi di Diégo Suarez e di Tananarive (oggi rispettivamente arcidiocesi di Antsiranana e arcidiocesi di Antananarivo).
Il 13 maggio 2006 ha ceduto una porzione del suo territorio a vantaggio dell'erezione della diocesi di Moramanga.
Originariamente suffraganea dell'arcidiocesi di Antananarivo, il 26 febbraio 2010 è entrata a far parte della provincia ecclesiastica di Toamasina.

## Cronotassi dei vescovi
Si omettono i periodi di sede vacante non superiori ai 2 anni o non storicamente accertati.
- Francesco Vòllaro, O.SS.T. † (19 dicembre 1959 - 6 marzo 1993 ritirato)
- Antonio Scopelliti, O.SS.T. † (6 marzo 1993 succeduto - 11 aprile 2015 ritirato)
- Jean de Dieu Raoelison (11 aprile 2015 - 5 giugno 2023 nominato arcivescovo di Antananarivo)
- Orthasie Marcellin Herivonjilalaina, dal 14 agosto 2024

## Statistiche
La diocesi nel 2022 su una popolazione di 1.039.274 persone contava 165.725 battezzati, corrispondenti al 15,9% del totale.
| anno | popolazione | popolazione | popolazione | presbiteri | presbiteri | presbiteri | presbiteri                | diaconi | religiosi | religiosi | parrocchie |
| anno | battezzati  | totale      | %           | numero     | secolari   | regolari   | battezzati per presbitero | diaconi | uomini    | donne     | parrocchie |
| ---- | ----------- | ----------- | ----------- | ---------- | ---------- | ---------- | ------------------------- | ------- | --------- | --------- | ---------- |
| 1959 | 36.343      | 207.097     | 17,5        | 16         |            | 16         | 2.271                     |         | 21        | 38        | 8          |
| 1970 | 54.459      | 300.655     | 18,1        | 20         |            | 20         | 2.722                     |         | 29        | 69        | 10         |
| 1980 | 86.000      | 462.000     | 18,6        | 22         | 3          | 19         | 3.909                     |         | 29        | 90        | 14         |
| 1990 | 152.000     | 726.000     | 20,9        | 24         | 4          | 20         | 6.333                     |         | 35        | 23        | 15         |
| 1999 | 238.440     | 1.300.000   | 18,3        | 25         | 7          | 18         | 9.537                     |         | 33        | 80        | 16         |
| 2000 | 242.940     | 1.167.940   | 20,8        | 29         | 14         | 15         | 8.377                     |         | 30        | 110       | 16         |
| 2001 | 251.850     | 1.266.850   | 19,9        | 33         | 9          | 24         | 7.631                     |         | 56        | 105       | 15         |
| 2002 | 256.050     | 1.372.050   | 18,7        | 30         | 9          | 21         | 8.535                     |         | 44        | 140       | 16         |
| 2003 | 266.000     | 1.400.000   | 19,0        | 33         | 9          | 24         | 8.060                     |         | 40        | 142       | 18         |
| 2004 | 271.275     | 1.459.275   | 18,6        | 37         | 10         | 27         | 7.331                     |         | 45        | 140       | 18         |
| 2005 | 330.000     | 1.500.000   | 22,0        | 38         | 11         | 27         | 8.684                     |         | 51        | 159       | 20         |
| 2006 | 220.000     | 1.151.830   | 19,1        | 27         | 6          | 21         | 8.148                     |         | 37        | 120       | 5          |
| 2012 | 268.120     | 1.411.740   | 19,0        | 28         | 7          | 21         | 9.575                     |         | 43        | 147       | 16         |
| 2015 | 310.000     | 1.638.000   | 18,9        | 36         | 8          | 28         | 8.611                     |         | ?         | ?         | 16         |
| 2018 | 223.646     | 988.937     | 22,6        | 40         | 15         | 25         | 5.591                     |         | 60        | 170       | 5          |
| 2020 | 163.838     | 1.067.010   | 15,4        | 42         | 15         | 27         | 3.900                     |         | 63        | 98        | 6          |
| 2022 | 165.725     | 1.039.274   | 15,9        | 46         | 20         | 26         | 3.602                     |         | 65        | 106       | 6          |